# (34744) 2001 QS86
2001 QS86 (asteroide 34744) é um asteroide da cintura principal. Possui uma excentricidade de 0.13617570 e uma inclinação de 14.65639º.
Este asteroide foi descoberto no dia 16 de agosto de 2001 por NEAT em Palomar.